# Витвиця (село)
Ви́твиця — село в Україні, центр Витвицької сільської громади Калуського району Івано-Франківської області. Населення становить 1255 осіб.

## Географічні дані
Село розташоване в передгір'ї Українських Карпат, у долині річки Витвиця (Лужанка), за 18 км від міста Долини і за 11 км від міста Болехів. Селища Вигодівка розташоване на відстані 3 км. Окремі частини села називаються: Путна, Порошниці, Солотвина, Заріка, Береги, Малиновище, Кривець, Потік. В урочищі Заріка віддавна витікає соляне джерело, а в місцині Потік на поверхню виходить нафта.

## Історія
На території села люди жили віддавна. Про це свідчить скарб бронзової доби, знайдений у 1920 році в глиняному кар'єрі в урочищі Дебря: чотири браслети й округла спіраль з рухомим ґудзиком у центрі. 
Легенду про заснування села записали та опублікували у 1879 році парох села Спиридон Мартинкевич та відомий громадський діяч Венедикт Площанський. Вони стверджують, що назва села походить від слова «вітка» — верболозу, яким густо була заросла територія нинішнього села. 
Перша письмова згадка про Витвицю датується 31 серпня 1397 року. Збереглися документи про те, що Витвиця є поселення вільних (привілейованих) людей.
У податковому реєстрі 1515 року в селі документується 2 1/2 лану (близько 62 га) оброблюваної землі.
Центром культурно-освітнього життя стала читальня «Просвіти», заснована на початку XX століття священником Миколою Дерлицею. Уся робота читальні була спрямована на піднесення національної свідомості населення.
У 1939 році в селі проживало 1690 мешканців (1640 українців, 20 поляків, 10 латинників, 20 євреїв).
У Витвиці народився, жив і боровся із більшовиками один із засновників УНФ, член Гельсінської спілки України, багаторічний політичний в'язень, поет Зеновій Красівський, якому вдячна громада села спорудила пам’ятник. У вересні 1991 року в будинку сільради було відкрито сільський музей, де створено експозиції з історії села.
У перші роки незалежності відновлено символічну могилу «Борцям за волю України», в 1997 році встановлено пам'ятний знак з нагоди 600-річчя з дня заснування села.
До 2016 року було центром Витвицької сільської ради.  До складу Витвицької сільської ради входило село Витвиця та селище Вигодівка.

## Релігія
- церква святого Івана Богослова (1824, УГКЦ, дерев'яна; пам'ятка архітектури),
- церква апостола Андрія Первозваного (1991, ПЦУ, мурована)[5].

## Відомі люди

### Проживали
- Тимочко Андрій Дмитрович (1980—2024) — солдат Збройних сил України, учасник російсько-української війни.

### Народилися
- Павло Витвицький (1912—1942) — симпатик ОУН; священик УГКЦ в с. Жаб'є; розстріляний німецькими окупантами в полі біля села Ягільниця[6].
- Степан Волковецький — народний депутат України 1-го і 2-го скликань, дипломат, голова Івано-Франківського обласного об'єднання Всеукраїнського товариства «Просвіта».
- Василь Дунін-Лабенський (1874—1947) — 1897—1939 роки — директор школи в селі Витвиця.
- Мар'ян Лабенський (1913—1946) — священик УГКЦ; симпатик ОУН; жахливо закатований московськими окупантами, с. Кальна; похований в с. Витвиця
- Зеновій Красівський (1929—1991) — український поет, літератор, член Українського національного фронту та Української Гельсінської групи.
- Михайло Селешко (1901–1981) — український громадсько-політичний діяч, журналіст. Член УВО і ОУН. У 1940—1941 рр. — генеральний секретар УНО в Німеччині.
- Петро Січко (1926—2010) — учасник українського національно-визвольного руху, член Української Гельсінкської групи, громадський діяч
- Степан Янішевський (1914–1951) — визначний діяч українського національно-визвольного руху 40-их років (псевдонім «Далекий»). Керівник Служби безпеки групи УПА «Північ» /Волинська та Рівенська область/, командир крайового проводу УПА на Рівненщині. Розстріляний більшовиками у Рівненській тюрмі.

### Померли
- Іван Федорич «Байда» — командир сотні УПА «Опришки», загинув 29 травня 1949 року.

## Соціальна сфера
- ЗОШ І-ІІІ ступенів[7].
- Дошкільний навчальний заклад «Калинка».
- Будинок культури.

## Природоохоронні об'єкти
- Жидовець — ботанічний заказник
- Сосна Веймутова — ботанічна пам'ятка природи
- Дугласії — ботанічна пам'ятка природи
- Довжанка — ботанічна пам'ятка природи
- Еталон буково-модринового насадження — ботанічна пам'ятка природи
- Еталон модринового насадження — ботанічна пам'ятка природи
- Еталон ялицевого насадження — ботанічна пам'ятка природи
- Лисий Потік — комплексна пам'ятка природи
- Долішнє — заповідне урочище